# Harry Carleholm
Carl Harry Carleholm, född den 13 mars 1899 i Nättraby församling, Blekinge län, död den 29 april 1988 i Kalmar, var en svensk jurist och ämbetsman.
Carleholm avlade juris kandidatexamen vid Lunds universitet 1926 och genomförde tingstjänstgöring 1926–1929. Han var länsnotarie i Västernorrlands län 1929–1940, extra ordinarie länsassessor där 1940–1943, ordinarie länsassessor i Kalmar län 1943–1950 och landssekreterare i Kopparbergs län 1950–1965. Carleholm blev riddare av Nordstjärneorden 1952 och kommendör av samma orden 1957.